# خوسيه ألبرتو سانشيز روبلس
خوسيه ألبرتو سانشيز روبلس (بالإسبانية: José Alberto Sánchez Robles)‏ هو لاعب كرة قدم مكسيكي، ولد في 19 يناير 1996.